# Rómulo Díaz de la Vega
Rómulo Díaz de la Vega (n. a la ciutat de Mèxic el 23 de maig de 1800; m. a Puebla de Zaragoza, Puebla, el 3 d'octubre de 1877, fou un militar mexicà conservador i centralista. Combaté contra els francesos durant la Guerra dels Pastissos i contra els estatunidencs durant la invasió nord-americana el 1846 i 1847. Fou empresonat i enviat als Estats Units; retornà després de la signatura del Tractat de Guadalupe-Hidalgo i ocupà la comandància de diversos departaments del país.
El 1855 passà a ser el president de facto. Sense ser elegit ni designat, ocupà la presidència de Mèxic per vint-i-dos dies. A causa de la buida de poder creada per la renúncia de Martín Carrera Sabat, Díaz de la Vega assumí la responsabilitat presidencial. Només mantingué l'ordre i respectà els ministres que havia anomenat Carrera Sabat, en esperar el general Juan Álvarez Hurtado que fou elegit com a president de Mèxic. Aquest, que viatjava cap a la ciutat de Mèxic, s'aturà a Cuernavaca i el demanà que l'entregués el comandament militar de la ciutat de Mèxic, la qual cosa feu immediatament.
El 1859 el president Miguel Miramón el designà governador del Districte Federal. Fou part de la Junta de Notables que elegí Maximilià d'Habsburg com a emperador de Mèxic el 1863. El 1864 fou designat prefecte de l'Imperi a Jalisco. Després de la caiguda de l'imperi i la restauració de la república, es retirà a Puebla on morí el 1877.